# Johann Michael Maucher

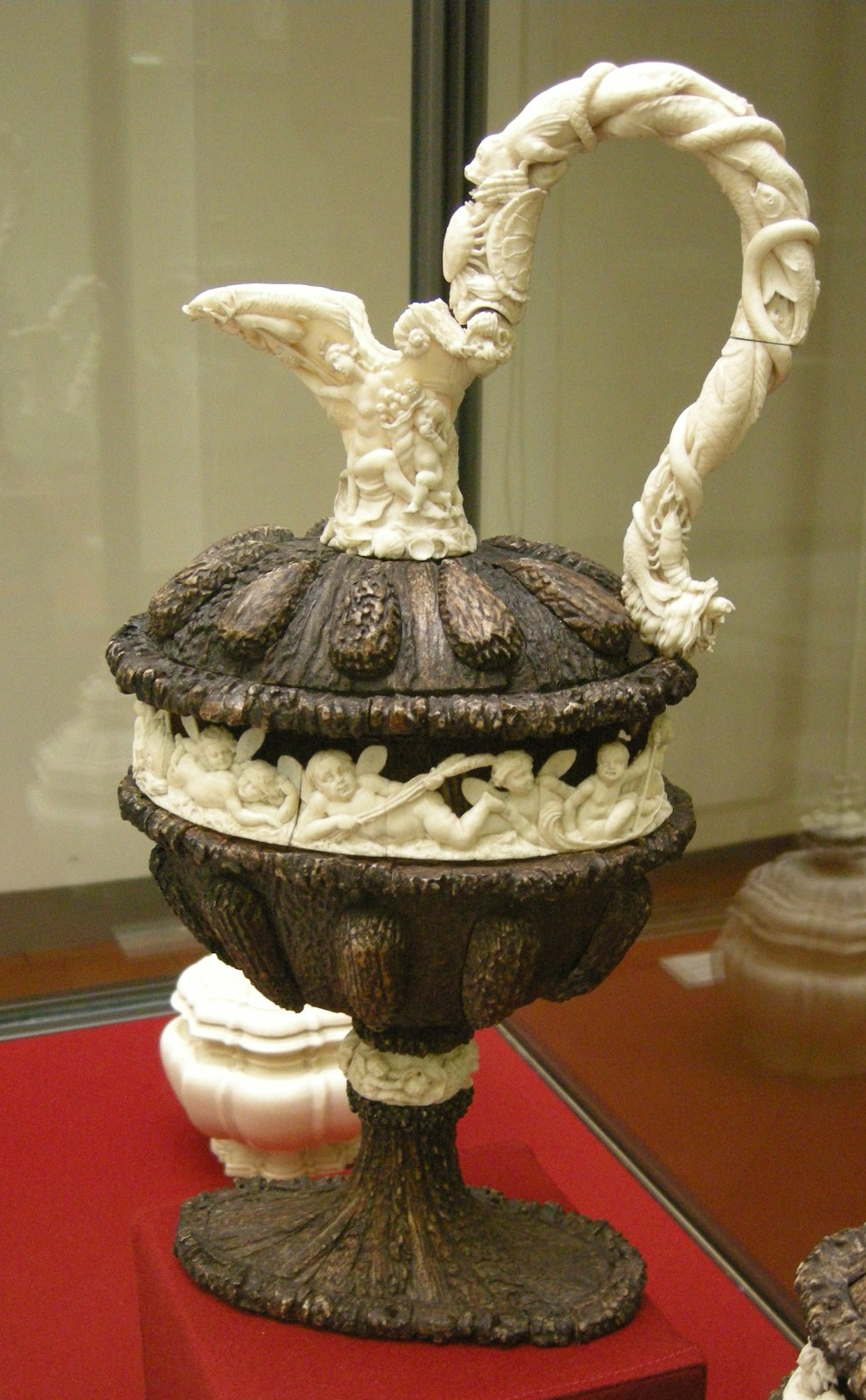
Arbeit von Michael Maucher, mit Elfenbein, Museo civico medievale Bologna

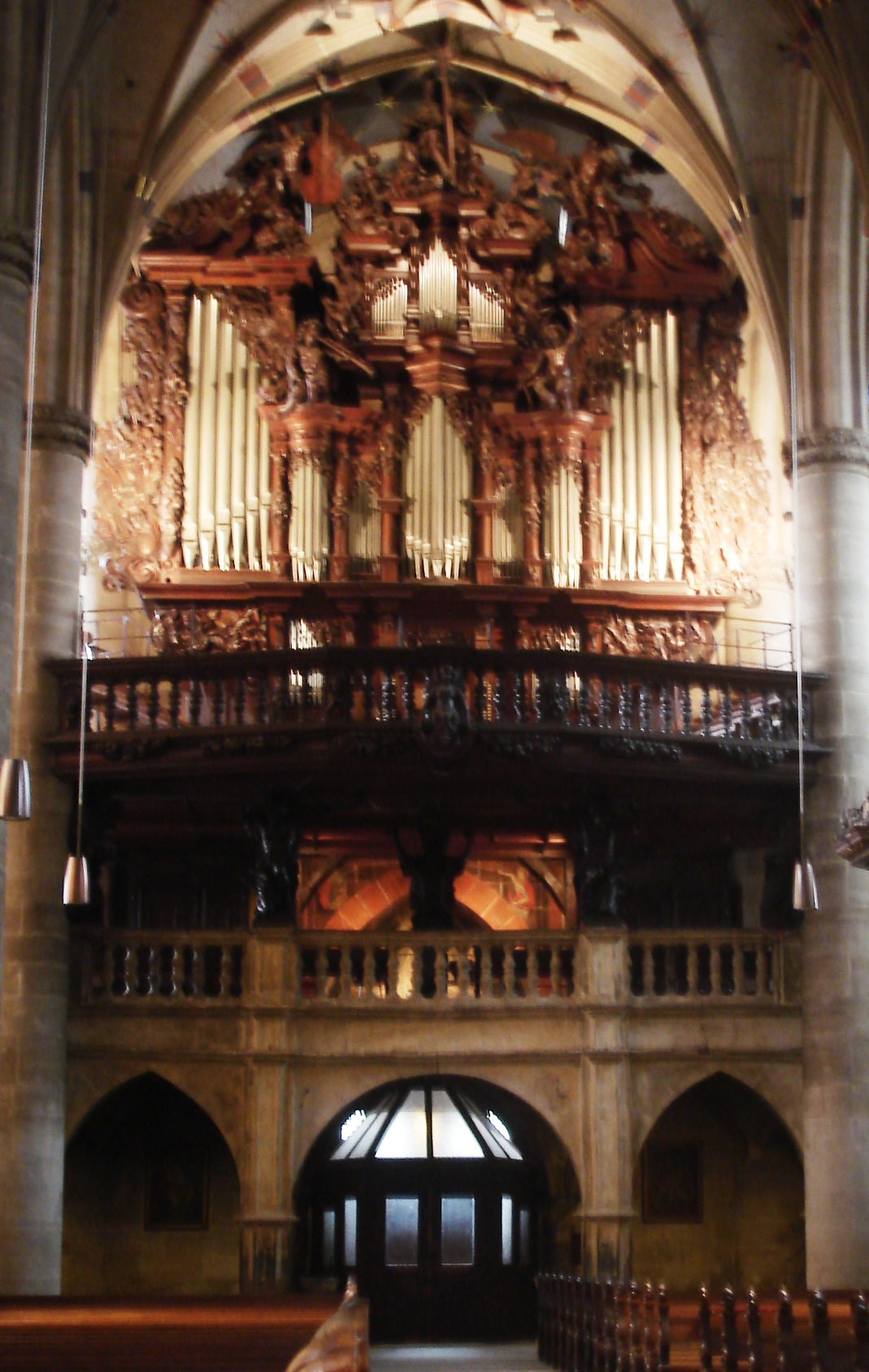
Orgelprospekt im Gmünder Münster

Johann Michael Maucher (* 1645 in Schwäbisch Gmünd; † wohl 1701 in Würzburg) war ein deutscher Elfenbeinschnitzer und Bildhauer. 

## Lebensstationen
Johann Michael Maucher war der jüngste Sohn von Catharina und Georg Maucher und ein Bruder des ebenfalls durch Elfenbein- und Bernsteinschnitzerei bekannt gewordenen Christoph Maucher. Seine Ausbildung erhielt er vermutlich in der väterlichen Büchsenmacher-Werkstatt in Schwäbisch Gmünd. Er bezeichnet sich selbst auf einigen seiner angefertigten Waffen als JOHAN MICHAEL MAVCHER BILDHAUWER UND BIXENSHIFTER ZVE SCHWEB GEMEND. Um 1661/62 hat er sich wahrscheinlich, wie damals üblich, auf Wanderschaft begeben. Im Jahre 1670 heiratete Maucher Anna Barbara Wasserburger, Tochter eines angesehenen Bürgers von Schwäbisch Gmünd. Aus der Ehe gingen 13 Kinder hervor.
Maucher floh 1689 aus seiner Heimatstadt, als ihm vorgeworfen wurde, dass er „[...] Geld gemacht [...]“ habe, ein Vergehen, das in Schwäbisch Gmünd mit der Todesstrafe bedroht war. Nach einigen Zwischenstationen ließ er sich 1692 in Würzburg nieder, wo er bis zu seinem Lebensende blieb. Vom Kaiser erhielt er die Begnadigung und durfte in allen Reichsgebieten frei tätig werden, doch die Heimatstadt blieb ihm verwehrt.

## Werke von Johann Michael Maucher

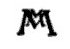
Johann Michael Mauchers Monogramm

Johann Michael Maucher hat einen Schäftungstyp entwickelt, der nach ihm als „Maucher-Stil“ bezeichnet wird. Von den von ihm geschäfteten, meist prachtvoll ausgestatteten höfischen Waffen sind 21 Radschlossgewehre, vier Steinschlossbüchsen und acht Pistolen nachweisbar. 
Von ihm wurde der prachtvolle Orgelprospekt im Heilig-Kreuz-Münster von Schwäbisch Gmünd geschaffen.
Für die Klosterkirche im oberfränkischen Ebrach schuf Maucher einen Altaraufbau. Als die Zisterzienser im Jahr 1789 ihr Gotteshaus umgestalten ließen, entfernte man den Altar und brachte ihn in die Kirche des Klosterdorfes Oberspiesheim, wo er noch heute zu finden ist.
Ferner sind zahlreiche von seiner Hand gefertigte Objekte aus Elfenbein erhalten, darunter eine Prunkschale aus der Zeit um 1675/80, die sich im Hohenlohe-Museum in Schloss Neuenstein befindet.